# Inhibitor
Un inhibitor este o substanță chimică ce are rolul de a încetini sau de a împiedica desfășurarea unei reacții chimice. Are acțiune inversă față de un catalizator.